# Andrew Cole
Andy Cole (ur. 15 października 1971 w Nottingham) – angielski piłkarz występujący na pozycji napastnika.

## Początki kariery
Swoją karierę rozpoczynał w 1989 w Arsenalu, skąd został wypożyczony do Fulham F.C., a następnie za 500 tys. funtów sprzedany do Bristol City. Tam został dostrzeżony przez Kevina Keegana, którym w 1993 sprowadził go do zespołu Newcastle United. W pierwszym sezonie gry w tej drużynie udało mu się awansować do Premiership. W następnym sezonie zdobył w lidze 34 bramki i otrzymał nagrodę Złotego Buta dla najlepszego strzelca w Europie.

### Gra w Manchester United
W styczniu 1995 Alex Ferguson zdecydował się na transfer Andy'ego Cole'a do Manchester United za 7 mln funtów. W pierwszym roku gry w drużynie Czerwonych Diabłów Cole zdobył 12 goli w 17 spotkaniach. Aż pięć z tych bramek padło w wygranym meczu z Ipswich Town 9-0. Kolejny sezon zakończył się zdobyciem Mistrzostwa i Pucharu Anglii. Sezon 1997/1998 Cole zakończył jako najskuteczniejszy zawodnik drużyny, zdobywając 25 bramek. W 1998 drużyna z Old Trafford pozyskała Dwighta Yorke'a, który został partnerem Cole'a w ataku. Zdobyli oni w sumie 53 gole, a Manchester zakończył sezon zdobyciem Pucharu Mistrzów.
Po przyjściu Ruuda van Nistelrooya Cole stracił miejsce w pierwszym składzie drużyny. 29 grudnia 2001 został sprzedany do Blackburn Rovers za 7,5 mln funtów.
Podczas pobytu w Manchester United F.C. Cole pięć razy zdobył Mistrzostwo Premiership, dwa razy Puchar Anglii. Triumfował także w Lidze Mistrzów i Pucharze Interkontynentalnym.

## Dalsza część kariery
W drużynie Blackburn Rovers w ciągu trzech lat wystąpił 83 razy, zdobywając 27 bramek. W 2004 przeniósł się do Fulham. W 31 meczach strzelił 12 bramek i po jednym sezonie gry przeniósł się do Manchester City. Był najlepszym strzelcem i najlepszym asystującym w drużynie. W 2006 Cole podpisał dwuletni kontrakt z drużyną Portsmouth. W sezonie 2006/2007 był wypożyczony do Birmingham City. 22 sierpnia 2007 podpisał kontrakt z Sunderland A.F.C. Jako zawodnik tej drużyny rozegrał 7 spotkań, nie zdobywając żadnej bramki. W 2008 został wypożyczony do Burnley FC. 4 lipca 2008 podpisał roczny kontrakt z Nottingham Forest.
11 listopada 2008 zakończył piłkarską karierę, ponieważ Nottingham Forest nie chciał przedłużyć z nim kontraktu.

## Kariera reprezentacyjna
Swojego jedynego gola w reprezentacji zdobył w meczu z Albanią.

## Kariera w liczbach
| Lata      | Klub               | Mecze | Gole |
| --------- | ------------------ | ----- | ---- |
| 1989–1992 | Arsenal F.C.       | 1     | 0    |
| 1991      | Fulham Londyn      | 13    | 3    |
| 1992–1993 | Bristol City       | 41    | 20   |
| 1993–1995 | Newcastle United   | 70    | 55   |
| 1995–2001 | Manchester United  | 195   | 93   |
| 2001–2004 | Blackburn Rovers   | 83    | 27   |
| 2004–2005 | Fulham Londyn      | 31    | 12   |
| 2005–2006 | Manchester City    | 22    | 9    |
| 2006–2007 | Portsmouth FC      | 18    | 3    |
| 2007      | Birmingham City FC | 5     | 1    |
| 2007–2008 | Sunderland A.F.C.  | 7     | 0    |
| 2008      | Burnley FC         | 13    | 6    |
| 2008      | Nottingham Forest  | 9     | 0    |

## Sukcesy
Manchester United
- Mistrzostwo Anglii (1996, 1997, 1999, 2000, 2001)
- Puchar Anglii (1996, 1999)
- Liga Mistrzów (1999)
- Puchar Interkontynentalny (1999)

Blackburn Rovers
- Puchar Ligi Angielskiej (2002)

### Indywidualnie
- Król strzelców Ligi Angielskiej (1994)